# باشگاه فوتبال گینزبورو ترینیتی
باشگاه فوتبال گینزبورو ترینیتی (به انگلیسی: Gainsborough Trinity F.C) یک باشگاه فوتبال در شهر گاینسبورو، لینکلن‌شر،شهرستان لینکلن‌شر ، کشور انگلستان است که در سال ۱۸۷۳ میلادی تأسیس شده‌است.